# Popis hrvatskih veleposlanika u Siriji
Republika Hrvatska i Sirijska Arapska Republika održavaju diplomatske odnose od 29. kolovoza 1997. Sjedište veleposlanstva je u Kairu.

## Veleposlanici
Hrvatska nema rezidentno veleposlanstvo u Siriji. 
Veleposlanstvo Republike Hrvatske u Arapskoj Republici Egipat pokriva Bahrein, Džibuti, Eritreja, Etiopiju, Irak, Jemen, Jordan, Libanon, Saudijsku Arabiju, Siriju, Sudan i UAE.
| Veleposlanik   | Postavljenje     | Opoziv              | Sjedište |
| -------------- | ---------------- | ------------------- | -------- |
| Drago Štambuk  | 1. travnja 1999. | 31. listopada 2000. | Kairo    |
| Ivica Tomić    | 14. ožujka 2002. | 14. studenoga 2005. | Kairo    |
| Dražen Margeta | 27. lipnja 2007. | 31. prosinca 2010.  | Kairo    |

## Vanjske poveznice
- Sirija na stranici MVEP-a